# Out of the Storm (film 1913)
Out of the Storm è un cortometraggio muto del 1913 diretto da Wilfrid North.

## Trama
Wendell Wilson, una volta ricco, ha perso la sua fortuna ed è costretto a vagabondare. Senza un soldo, punta la casa della signora Harrison dove si introduce per rubare. Ma la ricca vedova lo coglie in flagrante. La donna è disperata perché è sola in casa con la figlia malata e il telefono non funziona; così chiede al ladro di andare a chiamare lui il medico.
Dopo la visita del dottore, i due parlano. Wilson racconta alla vedova delle sue disgrazie e poi, prima di andarsene, le chiede una foto della bambina. L'uomo tornerà cinque anni più tardi, dopo aver riconquistato la sua fortuna e confesserà alla signora Harrison il suo amore che scoprirà essere ricambiato.

## Produzione
Il film fu prodotto dalla Vitagraph Company of America.

## Distribuzione
Distribuito dalla General Film Company, il film - un cortometraggio in una bobina - uscì nelle sale cinematografiche statunitensi il 9 aprile 1913.